# Aqsis
Aqsis (também conhecido como Aqsis Renderer) é um renderizador código aberto, em conforme com o padrão do RenderMan. Está disponível sob a BSD, com algumas partes sob a GNU GPL e LGPL. O autor principal e líder do projeto é Paul Gregory. É compatível com o Blender.
O projeto está realizando a migração das licenças GPL / LGPL para a BSD. As partes que não poderem ser licenciadas sob a nova licença, serão removidas e substituídas por novas implementações lançadas sob a BSD. Enquanto esse processo não for concluído, o software será lançado sob as três licenças.